# International Cometary Explorer
La nau espacial International Cometary Explorer (ICE) originalment conegut com el satèl·lit International Sun/Earth Explorer 3 (ISEE-3), va ser llançat el 12 d'agost de 1978. Va formar part del programa cooperatiu internacional ISEE (International Sun-Earth Explorer) entre la NASA i ESRO/ESA per estudiar la interacció entre el camp magnètic de la Terra i el vent solar. El programa va utilitzar tres naus espacials, un parell que actuaven en formació (ISEE-1 i ISEE-2) i una en òrbita heliocèntrica (ISEE-3, posteriorment reanomenat a ICE).
ISEE-3 va ser la primera nau espacial en ser situada en una òrbita d'halo a un punt de Lagrange (L1) Terra-Sol. Llavors va ser dirigit (com a ICE) per visitar el cometa Giacobini-Zinner i convertir-se en la primera nau espacial en volar a través d'una cua de cometa passant a una distància d'aproximadament pel 7800 km del nucli. ICE no va ser equipat amb càmeres.

## Publicacions
- von Rosenvinge, Tycho T.; Brandt, John C.; Farquhar, Robert W. «The International Cometary Explorer Mission to Comet Giacobini-Zinner». Science, 232, 4748, 18-04-1986, pàg. 353–356. Bibcode: 1986Sci...232..353V. DOI: 10.1126/science.232.4748.353.
- Oglivie, K.W.; Durney, A.; von Rosenvinge, T. «Descriptions of Experimental Investigations and Instruments for the ISEE Spacecraft». IEEE Transactions on Geoscience Electronics, GE-16, 3, 7-1978, pàg. 151–153. DOI: 10.1109/TGE.1978.294535.
- [2]